# Mie Mie
Thin Thin Aye
Thin Thin Aye (en birman : သင်းသင်းအေး, à prononcer [θɪ́ɴ θɪ́ɴ ʔé]), plus connue sous le nom de Mie Mie ou Mee Mee ( မီးမီး [mí mí] ), née en 1970 en Birmanie, morte le 13 août 2018 à Kyaunggon, était une militante pour la démocratie birmane.
Elle a organisé et dirigé de nombreuses manifestations anti-gouvernementales. Elle a été emprisonnée trois fois entre 1988 et 2012 et Amnesty International l'a considérée comme une prisonnière d'opinion.
Mie Mie est morte dans un accident de voiture le 13 août 2018, près de Kyaunggon, à l'âge de 47 ans,,.

## Biographie

### Soulèvement de 1988 et arrestation de 1996
Au cours de l'été 1988, une série de manifestations se sont intensifiées à Rangoun, la capitale, et dans d'autres villes pour exiger la démission du général Ne Win, le dirigeant militaire birman. Ces manifestations, surnommées 8888, tirent leur nom de la date de la plus grande marche, le 8-8-88.  Thin Thin Aye, alors lycéenne, a rejoint le soulèvement et est devenu active dans la Fédération des syndicats étudiants de toute la Birmanie,. Le 7 mars 1989, elle a été arrêtée pour la première fois pour avoir distribué des dépliants commémorant le premier anniversaire de la mort de Phone Maw, dont l'assassinat par les forces de sécurité avait contribué à déclencher le soulèvement de l'année précédente. Elle a été détenue pendant trois mois, puis relâchée. En 1990, elle a voyagé pour faire campagne au nom de la Ligue nationale pour la démocratie (NLD). 
En 1996, Aye étudiait à l'Université Dagon à Rangoun lorsqu'elle a participé à une manifestation et a de nouveau été arrêtée. Elle a ensuite été emprisonnée pendant sept ans dans la prison de Tharyarwaddy. 

### Révolution safran et troisième arrestation
Après sa libération en 2003, elle s'est impliquée dans le groupe d'étudiants pro-démocratie 88 Generation. Lorsque la hausse des prix du carburant et des matières premières a conduit à des troubles généralisés à Rangoun en août 2007, le 8888 Generation Students Group a joué un rôle majeur dans l'organisation de manifestations. Le plus grand de ces rassemblements a attiré plus de cent mille manifestants, notamment un certain nombre de moines bouddhistes, donnant au soulèvement le surnom populaire de « Révolution safranée » pour la couleur de leurs robes. Le New York Times a décrit Thin Thin Aye comme « prééminente dans les photographies et les vidéos des premières petites manifestations », notant qu'elle est apparue sur les plans « avec le poing levé ».
À la suite d'une répression gouvernementale contre les manifestants, des membres du 88 Generation Students Group ont été rapidement arrêtés. Le 22 août, au lendemain de l'arrestation de plusieurs dirigeants de la 88 génération, Thin Thin Aye a dirigé une marche de protestation puis s'est cachée. Elle a été elle-même arrêtée le 13 octobre 2007 dans une plantation de caoutchouc où elle se cachait avec ses collègues dirigeants Aung Thu, Htay Kywe, Zaw Htet Ko Ko et Hein Htet.

### Procès et emprisonnement
Avant son procès, Aye a été détenue avec d'autres militants à la prison d'Insein. Le 11 novembre 2008, elle et d'autres membres de la 88 Génération ont été reconnus coupables de quatre chefs d'accusation « d'utilisation illégale de médias électroniques » et d'un chef d'accusation de « formation d'une organisation illégale », pour une peine totale de 65 ans de prison chacun,. Thin Thin Aye aurait crié en réponse au juge : « Nous ne serons jamais effrayés ! ».
Amnesty International l'a qualifiée de prisonnière d'opinion et a demandé à plusieurs reprises sa libération,. Human Rights Watch a demandé que les manifestants de 2007 soient disculpés et libérés, comme l'a demandé aussi Front Line.
La santé de Thin Thin Aye se détériorerait du fait de son emprisonnement. En 2008, un porte-parole de la NLD a allégué que les autorités pénitentiaires lui refusaient un traitement approprié pour sa maladie cardiaque. Son mari a déclaré qu'elle souffrait également de spondylose et d'arthrite.

### Libération
Thin Thin Aye a été libéré le 13 janvier 2012 dans le cadre d'une grâce présidentielle massive de prisonniers politiques.

### Vie privée
Aye a épousé Hla Moe en 1990, ils ont trois enfants. Hla Moe travaille dans un atelier de réparation automobile et, en 2009, a déclaré au magazine Irrawaddy qu'il avait droit de visiter sa femme une fois par mois, pour une visite de vingt minutes. 

### Décès
Thin Thin Aye meurt dans un accident de voiture le 13 août 2018, près de Kyaunggon, à l'âge de 47 ans,,.